# Мюррей, Джоан (парашютистка)
Джоан Мюррей (англ. Joan Murray; род. 1952) — американская парашютистка (скайдайвер), которая выжила при падении с высоты 4400 метров.

## Биография
Джоан родилась в 1952 году и проживает в городе Шарлотт, Северная Каролина, работает служащим в Bank of America. У Джоан Мюррей две дочери — Ариана и Кармен.
Джоан увлекается парашютным спортом. 25 сентября 1999 года она совершала очередной прыжок с высоты 4400 метров, её основной парашют не раскрылся, а резервный парашют открылся на высоте порядка 200 метров, но стропы парашюта запутались, и на скорости около 130 километров в час Джоан приземлилась на муравейник огненных муравьёв. Мюррей сломала много костей, выбила почти все зубы, потеряла сознание, получила много укусов, но осталась жива. По мнению медиков, именно муравьиные укусы, возможно, способствовали выживанию Джоан, вызвав выброс адреналина.
Получив серьёзные травмы, она впала в кому и две недели находилась в этом состоянии в клинике Carolinas Medical Center. После нескольких лет лечения, многих операций и долгой физической терапии Джоан вернулась к обычной жизни и продолжила прыжки с парашютом. Джоан отказалась от выхода на пенсию по инвалидности и продолжила работу в банке .